# Cerro El Carmen
Cerro El Carmen är en kulle i Ecuador.   Den ligger i kantonen Cantón Guayaquil och provinsen Guayas, i den sydvästra delen av landet, 260 km sydväst om huvudstaden Quito. Toppen på Cerro El Carmen är 14 meter över havet.
Terrängen runt Cerro El Carmen är huvudsakligen platt, men västerut är den kuperad. Runt Cerro El Carmen är det ganska tätbefolkat, med 239 invånare per kvadratkilometer. Närmaste större samhälle är Guayaquil, 5,0 km sydväst om Cerro El Carmen. Runt Cerro El Carmen är det i huvudsak tätbebyggt.